# Die Drei von der Müllabfuhr – Operation Miethai
Operation Miethai ist eine deutsche Filmkomödie von Hagen Bogdanski aus dem Jahr 2021. Es handelt sich um den sechsten Film der ARD-Reihe Die Drei von der Müllabfuhr mit Uwe Ochsenknecht als Müllmann Werner Träsch in der Hauptrolle. Die deutsche Erstausstrahlung erfolgte am 14. Mai 2021 auf dem ARD-Sendeplatz Endlich Freitag im Ersten.

## Handlung
Müllmann Werner Träsch und seine Kollegen Ralle Schieber und Tarik Büyüktürk kommen bei ihrer Tour an einer Haussiedlung an, wo sie durch den aufgebrachten Geschäftsmann Waselitzki auf ein Graffiti aufmerksam gemacht werden. Ein Sprayer hat an einer Hauswand Waselitzki als skrupellosen Krötenkönig ein Denkmal gesetzt. Waselitzki plant nämlich die Wohnungen zu entmieten, um sie dann zu einem höheren Preis erneut zu vermieten. Das wollen Träsch und seine Kollegen mit aller Macht verhindern. Müllmann Tarik erfährt durch Zufall, dass sein alter Schulfreund Chris hinter dem Graffiti steckt, behält dies aber für sich. Die drei von der Müllabfuhr geraten zwischen die Fronten eines skrupellosen Vermieters und seinen verzweifelten Bewohnern. Ein weiterer Handlungsstrang wird in die hippe Kunstwelt Berlins verlagert, als sie bei einer Sperrmüllaktion vor einer Galerie versehentlich ein avantgardistisches Kunstwerk mit entsorgen.

## Hintergrund
Operation Miethai wurde vom 6. Oktober 2020 bis zum 2. Dezember 2020 zeitgleich mit dem vorhergehenden fünften Film Die Streunerin in Berlin und Umgebung gedreht. Produziert wurde der Film von der Bavaria Fiction.

## Rezeption

### Kritik
Rainer Tittelbach gibt dem Film in seiner Kritik bei tittelbach.tv insgesamt 4,5 von 6 möglichen Sternen.

### Einschaltquoten
Die deutsche Erstausstrahlung am 14. Mai 2021 im Ersten sahen 4,65 Millionen Zuschauer, was einem Marktanteil von 15,3 % entsprach.